# Septèmes-les-Vallons
Septèmes-les-Vallons é uma comuna francesa na região administrativa da Provença-Alpes-Costa Azul, no departamento de Bocas do Ródano. Estende-se por uma área de 17,84 km². Em 2010 a comuna tinha 11 153 habitantes (densidade: 625,2 hab./km²).